# Винсент Д’Онофрио
Винсент Филип Д’Онофрио (енгл. Vincent Philip D'Onofrio; Бенсонхерст, 30. јун 1959) амерички је позоришни, филмски, и ТВ глумац, продуцент и редитељ.
Године 1987. глумио је у филму Стенлија Кјубрика Бојеви метак који га је прославио.
Глумио је у филмовима Мистична пица и Умрети млад (у оба филма Д’Онофрио је глумио са Џулијом Робертс), Џ.Ф.К. Оливера Стоуна, Играч Роберта Алтмана, Ед Вуд Тима Бартона, Чудни дани Кетрин Бигелоу и Цео целцати свет, где глумац није играо само главну улогу – писца Роберта Хауарда, творца чувеног Конана, већ је радио и као продуцент. За ову улогу на Међународном филмском фестивалу у Сијетлу, Д'Онофрио је проглашен за најбољег глумца, а филм је добио главну награду.
У научно фантастичном филму Људи у црном Барија Соненфелда, Д’Онофрио је играо улогу Едгара и ванземаљца који је касније ушао у његово тело.
У периоду од 2001. до 2011. године играо је у једној од главних улога у серији Ред и закон: Злочиначке намере. Д'Онофрио је 2015. играо улогу Вика Хоскинса у филму Свет из доба јуре. Тумачио је улогу Вилсона Фиска / Кингпина у Марвеловим телевизијским серијама Дердевил, Хокај, Ехо и Дердевил: Поново рођен.